# Fernando Garibay
Fernando Garibay – meksykański producent, DJ i autor piosenek.

## Życiorys
Uzyskał dyplom z medycyny, przez dwa lata odbywał praktyki lekarskie.
Stworzone przez niego utwory otrzymały dziesięć nominacji do nagrody Grammy, wyprodukował siedemnaście singli numer jeden i kilka, które znalazły się na liście Hot Dance Club Songs. Na swoim koncie ma także hity zarówno amerykańskie, jak i światowe, chociażby z takimi artystami jak Lady Gaga czy Britney Spears. Wyprodukował album Born This Way Lady Gagi.
Dołączył do wytwórni Interscope, nawiązał współpracę z Jimmym Iovine’em, Martinem Kierszenbaumem i Neilem Jacobsonem.